# Halskov Sogn
Halskov Sogn ist eine Kirchspielsgemeinde (dän.: Sogn) in der Stadt Korsør auf der Insel Sjælland im südlichen Dänemark. Bis 1970 gehörte sie zur Harde Slagelse Herred im damaligen Sorø Amt, danach zur Korsør Kommune im Vestsjællands Amt, die im Zuge der  Kommunalreform zum 1. Januar 2007 in der Slagelse Kommune in der Region Sjælland aufgegangen ist.
Von den 14.418 Einwohnern von Korsør leben 7.161 im Kirchspiel Halskov (Stand: 1. Januar 2023).
Im Kirchspiel liegt die Kirche „Halskov Kirke“.
Einzige direkte Nachbargemeinde ist im Osten Tårnborg Sogn. Im Süden ist das Sogn über eine Brücke mit dem Sankt Povls Sogn verbunden und im Westen über die Storebæltsbroen (dt.: Großer-Belt-Brücke) mit der Insel Sprogø, die ebenfalls zum Sankt Povls Sogn gehört.